# Руа, Пьер
Пьер Руа (фр. Pierre Roy; 10 августа 1880, Нант — 26 сентября 1950, Милан) — французский художник.

## Жизнь и творчество
Пьер Руа родился 10 апреля в Нанте. Сын сотрудника Музея изящных искусств, старший из четырёх детей. Непродолжительное время работал помощником архитектора в родном городе.
Приехав в Париж, поступил в Школу изящных искусств, однако обучение его разочаровало. В 1900 году Руа поступил в Школу восточных языков, где изучал японский и современный греческий. Позднее Руа продолжил художественное обучение в Высшей школе декоративных искусств, а с 1902 по 1904 год — в Академии Жюлиана.
В 1906 году начал демонстрировать свои работы на выставках, сначала в Салоне Национального общества изящных искусств, а затем, с 1907 года, — в Салоне Независимых. В 1910 году познакомился с представителями парижского авангарда, что значительно повлияло на его судьбу. Среди его друзей были Аполлинер и Макс Жакоб. В начале своего творческого пути Руа находился под влиянием фовизма, приблизительно к 1920 году присоединился к сюрреалистскому движению. Многие его известные работы относятся именно к этому времени. В 1925 году он принял участие в первой выставке сюрреалистов вместе с Джорджо де Кирико, Максом Эрнстом и Пабло Пикассо, а в 1926 году провёл свою первую персональную выставку. К 1928 году складывается его индивидуальный художественный стиль. В поисках вдохновения Руа совершил в 1930 году поездку по США, в 1935 — на Гавайские острова.
Пьер Руа считается «отцом-основателем» магического реализма, или суперреализма. Творчество Руа было весьма популярно в США, где он провёл многочисленные выставки своих работ. Ряд графических работ Руа украшали титульные листы известных американских журналов по искусству и журналов моды.

## Работы (избранное)

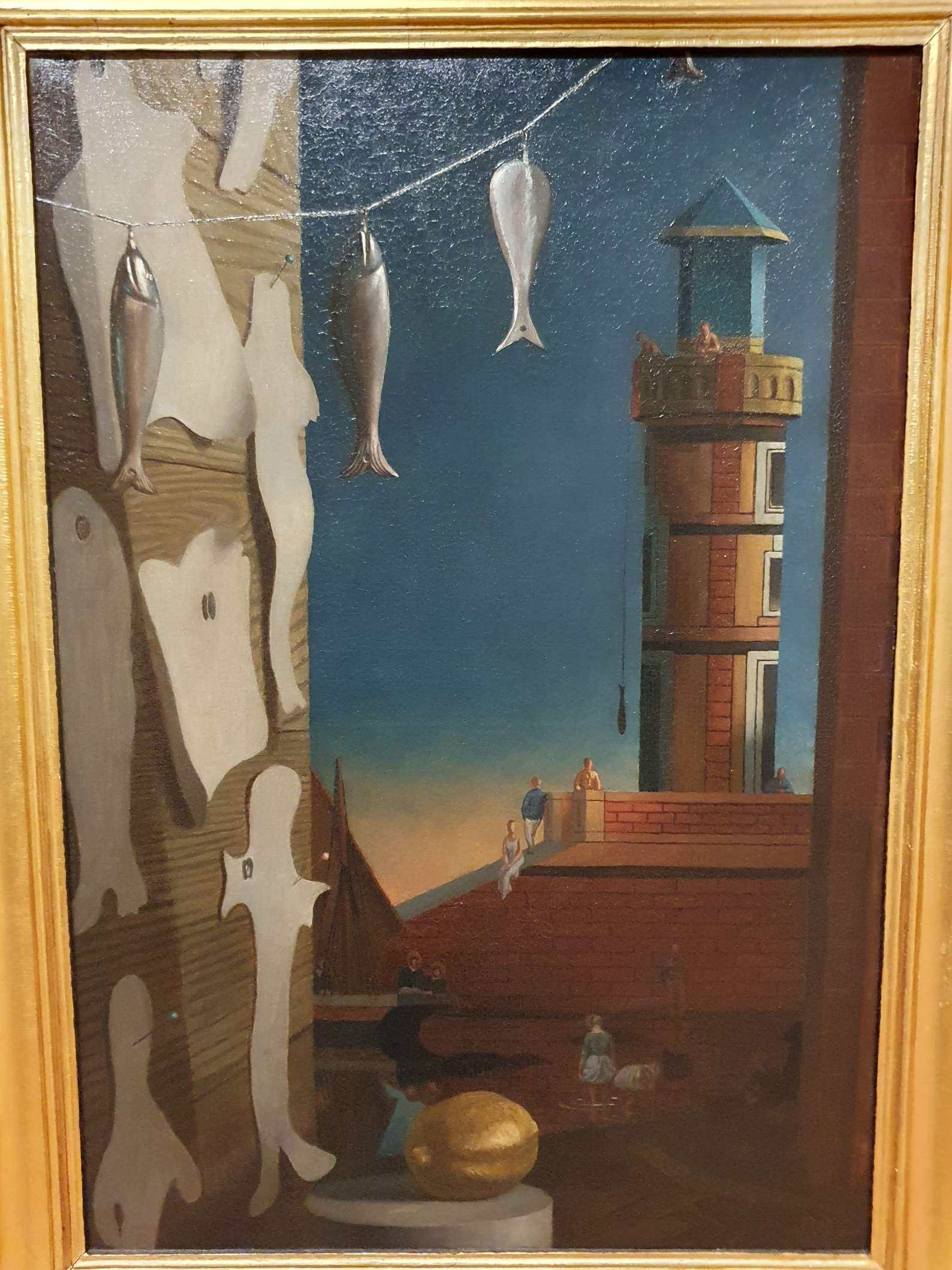
П. Руа. Морское кафе. 1930

Ряд полотен художника можно увидеть в парижском Государственном музее современного искусства.
- Лето в Сен-Мишеле (1932)
- Дорога в порт (1943)
- Милый подарок (1943)